# Kongora
Kongora (en cyrillique : Конгора) est un village de Bosnie-Herzégovine. Il est situé dans la municipalité de Tomislavgrad, dans le canton 10 et dans la fédération de Bosnie-et-Herzégovine. Selon les premiers résultats du recensement bosnien de 2013, il compte 952 habitants.

## Géographie
Sur le territoire du village se trouve la grotte de Vrbine, inscrite sur la liste des monuments naturels géo-morphologiques de Bosnie-Herzégovine.

## Histoire
Sur le site archéologique de Barzonja se trouvent les vestiges d'un village préhistorique, ainsi qu'une nécropole abritant 64 stećci, un type particulier de tombes médiévales ; cet ensemble est inscrit sur la liste des monuments nationaux du pays.

## Démographie

### Évolution historique de la population dans la localité
| 1948 | 1953 | 1961 | 1971 | 1981 | 1991 | 2013 |
| ---- | ---- | ---- | ---- | ---- | ---- | ---- |
| -    | -    | 730  | 863  | 777  | 866  | 952  |

|  |

### Communauté locale
En 1991, la communauté locale de Kongora comptait 1 885 habitants, répartis de la manière suivante :